# Бюро разведки и исследований Государственного департамента США
Бюро разведки и исследований Государственного департамента США/Информационное управление Государственного департамента США (англ. Bureau of Intelligence and Research, INR) — подразделение Государственного департамента США, в задачи которого входит обеспечение высшего руководства страны информацией по вопросам международной и военной политики, подготовка международных политических обзоров на основе информации разведки, публикация открытых и закрытых политических бюллетеней по различным вопросам международной политики и безопасности. Бюро разведки и исследований Госдепартамента отвечает за сбор и анализ секретных данных на политических, военных и других деятелей различных государств, руководит деятельностью информационных аппаратов американских посольств и других представительств за рубежом, составляет разведопросники для дипломатического персонала посольств США, определяет основные разведывательные задачи в рамках компетенции подразделений Госдепартамента, отвечает за работу круглосуточно функционирующего центра сбора и обработки разведывательной информации.
Кроме того, Бюро разведки и исследований занимается также изучением военного потенциала иностранных государств, его влиянием на международные отношения, анализирует ход переговоров по проблемам разоружения с участием представителей США и вырабатывает рекомендации для делегаций США на этих переговорах. Также информационное управление составляет пособия по политической географии и ежегодные страноведческие сборники для нужд Госдепартамента.
В соответствии с Указомпрезидента Рейгана № 12333 от 4 декабря 1981 г. Бюро разведки и исследований Госдепартамента США входит в состав служб разведывательного сообщества США. Бюро возглавляет начальник (до 18 августа 1986 г. — директор) в ранге помощника Госсекретаря (Assistant Secretary). В настоящее время[когда?] эту должность занимает Лиза Д. Кенна.

## Организационная структура
Организационно Бюро состоит из трех основных отделов: административного, аналитического, оценок и выработки мер. Каждое из них возглавляет начальник отдела в ранге заместителя начальника Бюро.
Все структуры Бюро разведки и исследований размещены в Вашингтоне. Численность персонала Бюро оценивается в 500 человек, годовой бюджет составляет около 80 миллионов долларов.

## История
После ликвидации с октября 1945 г. Управления стратегических служб (УСС) его информационный отдел был передан в Государственный департамент США. На его базе была создана Временная информационно-исследовательская служба (Interim Research and Intelligence Service), насчитывавшая около 1600 сотрудников, на тот момент во главе с полковником А. Маккормаком.
Новая спецслужба Госдепартамента оказалась действительно просуществовала достаточно недолго в соответствие со своим наименованием. Президент Г. Трумэн первоначально планировал сосредоточить всю внешнюю разведку в руках Госдепартамента, но в начале 1946 г. он изменил свои намерения, взяв курс на создание специализированного Центрального разведывательного управления. В результате в апреле того же года Временная информационно-исследовательская служба была расформирована, большая часть её персонала распределена по различным географическим подразделениям Госдепартамента, а оставшиеся были реорганизованы в отдел координации и сотрудничества (Office of Intelligence Coordination and Liaison). Полковник Маккормак ушёл в отставку в знак протеста против упразднения службы.
В 1947 г. новый госсекретарь США генерал Дж. Маршалл временно вновь собрал разведку Госдепартамента в единое целое, получившее название «аппарат помощника Госсекретаря по разведке» (Office of the Special Assistant, Intelligence). Этот отдел не занимался оперативной работой, ведя исключительно анализ разведывательной информации, получаемой по каналам других ведомств США. Дополнительно в сентябре 1948 г. в составе Госдепартамента было создано Управление координации (Office of Policy Coordination), в том числе предназначенное для оперативной работы и проведения тайных операций за рубежом. Возглавил его тогдашний заместитель Госсекретаря США — ветеран УСС Фрэнк Уиснер. Новое управление стало достаточно влиятельной структурой разведки, однако в конце 1950 г. оно было передано в состав ЦРУ.
Нынешнее Бюро разведки и исследований Госдепартамента США, как аналитическая структура, было сформировано в 1957 году Начиная с 1963 года, начальник Бюро одновременно является помощником Госсекретаря США по вопросам разведки.

## Директора и начальники бюро разведки и исследований
| Директор                   | Пребывание в должности            |
| -------------------------- | --------------------------------- |
| Камминг, Хью Смит, младший | 10 октября 1957 — 19 февраля 1961 |
| Хилсмэн, Роджер            | 19 февраля 1961 — 25 апреля 1963  |
| Хьюз, Томас Лоу            | 28 апреля 1963 — 25 августа 1969  |
| Клайн, Рей                 | 26 октября 1969 — 24 ноября 1973  |
| Хилэнд, Уильям             | 21 января 1974 — 24 ноября 1975   |
| Сондерс, Гарольд           | 1 декабря 1975 — 10 апреля 1978   |
| Боудлер, Уильям            | 24 апреля 1978 — 17 декабря 1979  |
| Спиес, Рональд             | 26 января 1980 — 4 октября 1981   |
| Монтгомери, Хью            | 19 октября 1981 — 6 января 1985   |
| Абрамович, Мортон          | 1 февраля 1985 — 19 мая 1989      |
| Малхолланд, Дуглас         | 9 июня 1989 — 19 января 1993      |
| Гэти, Тоби                 | 5 ноября 1993 − 31 мая 1997       |
| Оукли, Филлис              | 10 ноября 1997 — 2 августа 1999   |
| Рой, Дж.Стэплтон           | 19 ноября 1999 — 13 января 2001   |
| Форд, Карл В., младший     | 1 июня 2001 — 3 октября 2003      |
| Фингар, Томас              | 22 июля 2004 — 13 июня 2005       |
| Форт, Рэндалл              | 9 ноября 2006 — 9 января 2009     |
| Голдберг, Филип            | 9 февраля 2010 — 21 ноября 2013   |
| Смит, Дэниел               | 24 апреля 2014 — 23 октября 2018  |